# Jean Beaudin
Pour les articles homonymes, voir Beaudin.
 (décembre 2018).
Si vous disposez d'ouvrages ou d'articles de référence ou si vous connaissez des sites web de qualité traitant du thème abordé ici, merci de compléter l'article en donnant les références utiles à sa vérifiabilité et en les liant à la section « Notes et références ».
Jean Marie Wilfrid Beaudin est un réalisateur, scénariste, monteur et producteur québécois né le 6 février 1939 à Montréal (Canada) et mort le 18 mai 2019.

## Biographie
Jean Beaudin étudie à l'École des Beaux Arts de Montréal (Jean-Paul Lemieux est un de ses professeurs) avant d'aller se perfectionner en photographie à Zurich. De retour au Québec en 1964, il rentre à l'Office national du film où il travaille à la réalisation d'une série de films sur les mathématiques et la géométrie.
En 1970, il entreprend son premier long-métrage de fiction Stop, un drame de mœurs qui n'obtient aucun succès, ni critique ni public. Son second long-métrage Le Diable est parmi nous, drame policier mâtiné de fantastique, n'est guère mieux accueilli. Il se tourne alors vers la réalisation de courts et de moyens métrages de fiction comme Les Indrogables ou Cher Théo.
C'est avec le long-métrage J.A. Martin photographe, en 1977, que le talent de Jean Beaudin s'affirme pour de bon. Étude d'une relation de couple dans le Québec rural des années 1900, le film bénéficie d'un accueil critique et public largement favorable. Présenté en compétition au festival de Cannes, il y reçoit le prix œcuménique alors que la vedette féminine, Monique Mercure, gagne un prix d'interprétation’.
Beaudin enchaine en 1980 avec Cordélia, évocation d'une affaire criminelle célèbre de la fin du XIXe siècle: le procès pour meurtre de Cordélia Viau et de son amant présumé. Son film suivant, Mario, adaptation libre du roman ‘La sablière' de Claude Jasmin, est présenté en première mondiale au Festival des Films du monde et emporte l'adhésion de la critique. Il réalise ensuite une adaptation du populaire roman d'Yves Beauchemin Le Matou. Tourné à la fois pour la télévision et le cinéma, Le Matou obtient un succès certain malgré des critiques tièdes,,.
Après avoir dirigé quelques épisodes de la série L'Or et le Papier, Beaudin s'attelle à la réalisation de la télé-série Les Filles de Caleb inspirée du roman d'Arlette Cousture. Drame sentimental situé, une fois encore, dans le Québec rural du début du XXe siècle, la série est diffusée lors de la saison 1989-1990 et obtient un succès retentissant. Elle est maintenant considérée comme un classique de la télévision québécoise en plus de récolter 13 prix Gémeaux dont celui de la meilleure série dramatique. Beaudin lui-même reçoit le Gémeau de la mise-en-scène.
Jean Beaudin se consacre ensuite à l'adaptation cinématographique de la pièce de René-Daniel Dubois, Being at Home with Claude, qui avait connu un grand succès sur scène,. Le film est favorablement accueilli au Québec et est présenté à Cannes dans la section 'Un Certain Regard'. Beaudin réalise par la suite les télé-séries Shehaweh, sur le destin d'une amérindienne au début de la colonisation en Nouvelle-France, Miséricorde, scénarisée par Fabienne Larouche et Réjean Tremblay, et Ces enfants d'ailleurs, adaptation d'un autre roman d'Arlette Cousture. Mais ces séries ne suscitent cette fois qu'un accueil mitigé.
Il revient au cinéma en 1999 avec Souvenirs intimes, un drame psychologique adapté d'un roman de Monique Proulx, puis obtient un bon succès avec la mini-série Willie, biographie du chanteur Willie Lamothe dont le rôle est tenu par Luc Guérin.
Il dirige par la suite Le Collectionneur, un film policier sur la recherche d'un tueur en série d'après un livre de Chrystine Brouillet, puis l'ambitieuse saga historique Nouvelle-France. Tourné en français et en anglais et doté d'un budget imposant, le film jouit de plus d'une distribution prestigieuse dans laquelle des comédiens québécois (Noémie Godin-Vigneau, David La Haye, Isabel Richer) côtoient de vedettes internationales (Gérard Depardieu, Tim Roth). Pourtant, à sa sortie, Nouvelle-France est plutôt mal reçu par la critique et ne connait pas le succès escompté,.
Beaudin signe ce qui sera son dernier film, Sans elle, lancé en 2006. Scénarisé par Joanne Arseneau, le long-métrage tient de l'énigme policière et de l'étude psychologique et marque le retour à un cinéma plus intimiste. Karine Vanasse y incarne une violoniste mentalement instable qui se lance à la recherche de sa mère mystérieusement disparue. Le film est présenté en compétition au Festival du film de Shanghaï.
En 2016, Beaudin est fait Chevalier de l'Ordre national du Québec avant d'être, en 2017 lauréat du Prix du gouverneur général pour les arts du spectacle.
Il meurt le 18 mai 2019 à l'âge de 80 ans.

## Filmographie

### comme réalisateur
- 1969 : Vertige
- 1971 : Stop
- 1972 : Les Indrogables
- 1972 : Le Diable est parmi nous
- 1973 : Trois fois passera
- 1974 : Par une belle nuit d'hiver
- 1975 : Cher Théo
- 1977 : J.A. Martin photographe
- 1977 : Jeux de la XXIe olympiade
- 1980 : Cordélia
- 1984 : Mario
- 1985 : Le Matou
- 1986 : La Bioéthique : une question de choix – L'homme à la traîne
- 1990 : L'Or et le Papier (série télévisée)
- 1990 : Les Filles de Caleb (feuilleton télévisé)
- 1993 : Shehaweh (mini-série télévisée de 5 épisodes)
- 1992 : Being at Home with Claude
- 1994 : Miséricorde (TV)
- 1994 : Craque la vie! (TV)
- 1997 : Ces enfants d'ailleurs (feuilleton télévisé)
- 1997 : Les Prédateurs (The Hunger) (série télévisée)
- 1999 : Souvenirs intimes
- 2000 : Willie (série télévisée)
- 2002 : Le Collectionneur
- 2004 : Nouvelle-France (en co-production)
- 2006 : Sans elle

### comme scénariste
- 1975 : Cher Théo
- 1977 : J.A. Martin photographe
- 1980 : Cordélia
- 1984 : Mario
- 1986 : La Bioéthique : une question de choix – L'homme à la traîne
- 1999 : Souvenirs intimes
- 2002 : Le Collectionneur

### comme monteur
- 1972 : Les Indrogables
- 1973 : Trois fois passera
- 1974 : Par une belle nuit d'hiver
- 1975 : Cher Théo
- 1977 : J.A. Martin photographe
- 1980 : Cordélia

### comme producteur
- 1984 : Mario
- 2002 : Le Collectionneur

## Distinctions

### Récompenses
- Prix Génie pour Mario en 1985

### Nominations
- 1999: Grand prix des Amériques du Festival des films du monde de Montréal pour Souvenirs intimes
- 2000: Prix Génie du Meilleur scénario adapté avec Monique Proulx pour Souvenirs intimes